# Кемече
Кемече (венг. Kemecse) — город в медье Сабольч-Сатмар-Берег, Венгрия.
Город занимает площадь 38,94 км². Численность населения составляет 4744 жителя (по данным 2010 года). По данным 2001 года, среди жителей города 98 % — венгры, 2 % — цыгане.
Город Кемече расположен в 14 км к северу от центра города Ньиредьхаза. В городе находится одноимённая железнодорожная станция.

## Города-побратимы
- Лэзаря, Румыния

## Персоналии
- Янош Варади — венгерский профессиональный боксёр, призёр Олимпийских игр и чемпионатов Европы.

## Население
| Год  | Численность | Численность |
| ---- | ----------- | ----------- |
| 2013 | 4792        | [ 4 ]       |
| 2014 | 4787        | [ 5 ]       |
| 2018 | 4777        | [ 6 ]       |
| 2021 | 4685        | [ 7 ]       |
| 2022 | 4649        | [ 8 ]       |
| 2023 | 4667        | [ 9 ]       |
| 2024 | 4666        | [ 1 ]       |